# Павликово (Первомайский район)
Павликово — деревня в Первомайском районе Ярославской области России. Входит в Кукобойское сельское поселение.

## География
Деревня расположена на юго-востоке Ярославской области близ дороги 78К-0013. Расстояние до Ярославля 160 километров. До административного центра 30 километров. Вокруг деревни густой лес. По словам старожил - деревня заброшена, поэтому дороги до неё нет.
Ближайшие населённые пункты: Ескино, Терехово, Матвейцево, Костромка.

## История
Деревня относилась к церкви Богоявления села Васильевское, которая построена в 1780 году.

## Население
| 2007 | 2010 |
| ---- | ---- |
| 0    | ↗1   |